# Argentinische Badmintonmeisterschaft 1986
Die Argentinische Badmintonmeisterschaft 1986 war die nationale Meisterschaft von Argentinien im Badminton des Jahres 1986. Es wurden nur die reinen Herrendisziplinen ausgetragen.

## Sieger und Platzierte
| Disziplin    | Gold                             | Silber                          | Bronze                          |
| ------------ | -------------------------------- | ------------------------------- | ------------------------------- |
| Herreneinzel | Guillermo Pefaur                 | Ignacio Robredo                 | Oscar Malamud                   |
| Herrendoppel | Guillermo Pefaur Ignacio Robredo | Miguel Eckstein Roberto Bardeci | Hazzacio Pozzo Auel Hopez Malto |